# Sân bay Siegerland
Sân bay Siegerland (IATA: SGE, ICAO: EDGS) là một sân bay ở Siegen, Đức, ở vùng Siegerland. Sân bay này có 3 đường băng, hai là mặt cỏ.

## Các hãng hàng không và các tuyến điểm
Sân bay này chỉ được được sử dụng cho hàng không tổng hợp và nhảy dù.